# Corredor de Siliguri

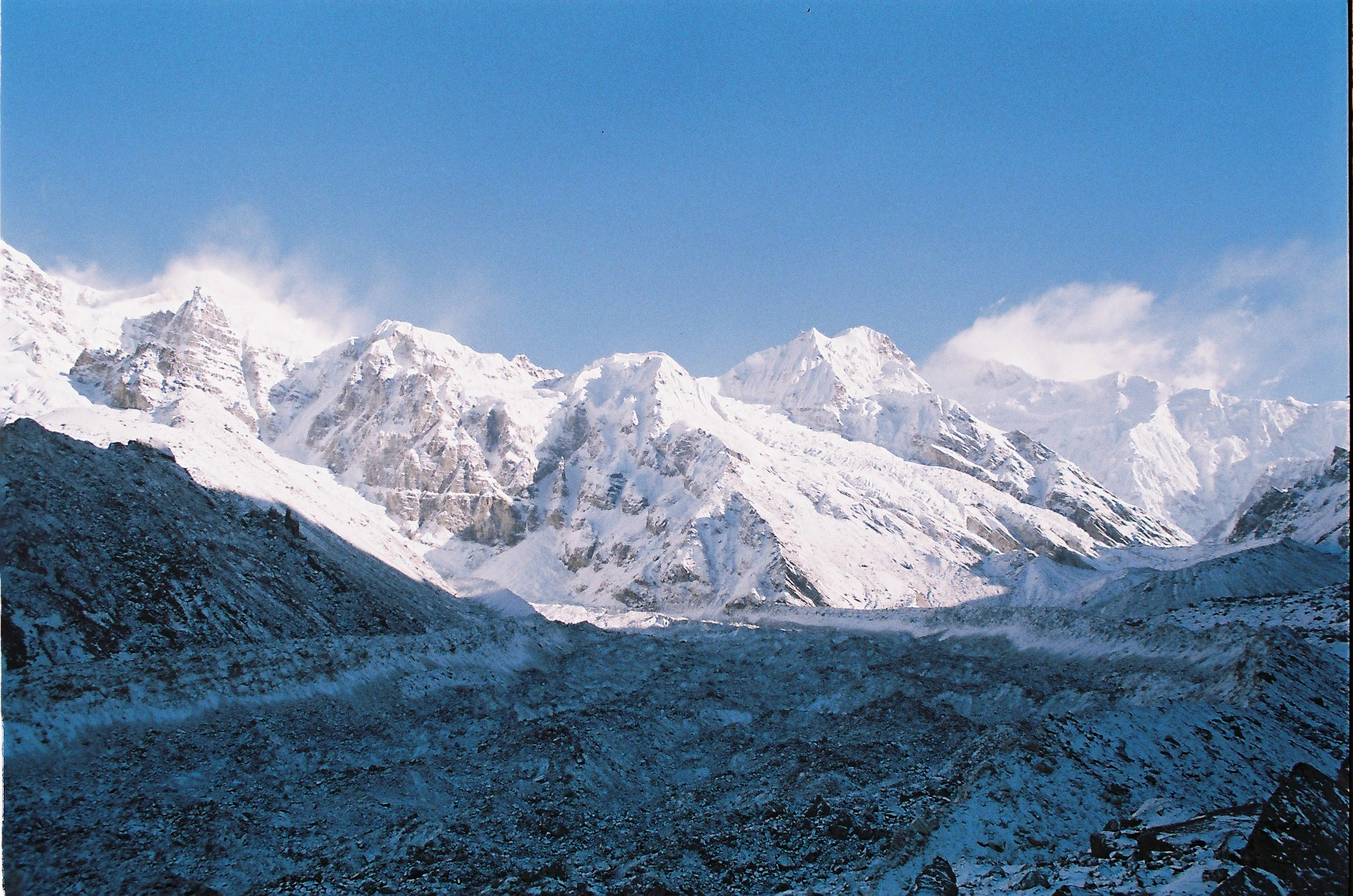
El estado indio de Sikkim se encuentra en el Corredor de Siliguri.

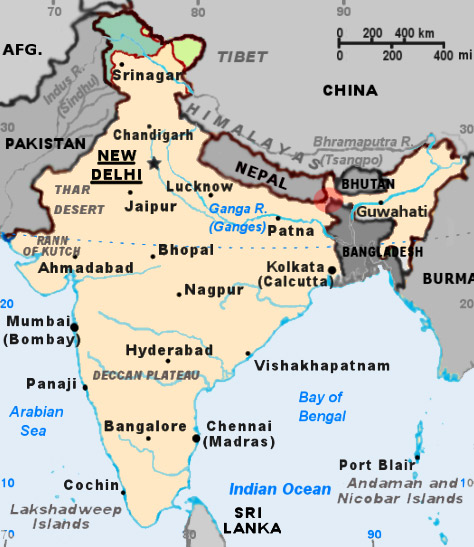
Ubicación del Corredor de Siliguri.

El Corredor de Siliguri ("Cuello de Gallina" o "Chicken's Neck" en inglés), es una pequeña extensión de tierra que conecta los estados del noreste de la India con el resto del territorio. Este "istmo" de tierra tiene solo 21 km de ancho, en el cual los países Nepal, Bután y Bangladés se encuentran a cada lado del corredor.
La mayor ciudad del área es Siliguri, que se encuentra en el estado de Bengala Occidental. Esta conforma el eje central de las conexiones entre Nepal, Bután, Sikkim y el territorio del noreste. Este corredor fue creado en 1947 después que el estado de Bengala fue dividido entre la India y Pakistán Oriental (actual Bangladés). Este tramo daba acceso a la India al territorio de Assam. Esta pequeña zona es fuertemente controlada por el Ejército de la India, pese a lo cual es una zona de tránsito entre rebeldes de Bangladés y guerrilleros maoístas nepaleses que intentan huir de sus respectivos gobiernos, al igual que para el tráfico de armas y estupefacientes.[cita requerida]
Esta región es atravesada por grandes vías de trenes y carreteras. Recientemente los tres países menores del área (Nepal, Bután y Bangladés) le han propuesto crear una zona de libre comercio a la India, para el libre tránsito de servicios y mercancías.
- Datos: Q2666467
- Multimedia: Siliguri Corridor / Q2666467